# 두드러기

왼쪽 옆구리에 발생한 두드러기. 약간 부풀어 있다.

두드러기는 피부 발진의 일종으로, 검붉은 색으로 부풀고 가려운 것이 특징이다. 심마진(蕁麻疹) 또는 담마진이라고도 부른다. 두드러기는 종종 알레르기 반응으로 발생하지만, 알레르기가 아닌 원인으로도 발생하는 경우도 많다. 대부분의 경우, 6주 내에 사라지는 두드러기는 알레르기에 의해 유발된 결과이다. 만성적인 두드러기(6주 이상 지속되는 경우)는 드물게 알레르기가 원인이 된다. 만성 두드러기 환자의 대부분은 그 원인이 알려지지 않았다. 아편류 약물을 주사하거나 섭취한경우에는 콜린성 두드러기의 원인이 된다. 어쩌면 만성 특발성 두드러기 환자의 30 ~ 40%는 실제로는 자가면역이 원인일 수 있다. 급성 바이러스 감염은 종종 급성 두드러기의 원인이 된다. (바이러스성 발진) 흔하지 않은 원인으로 마찰, 압력, 극단적 온도, 운동, 햇빛 등이 있다.

## 같이 보기
- 피부염